# Lijst van burgemeesters van Loenen
Dit is een lijst van burgemeesters van de voormalige Nederlandse gemeente Loenen in de provincie Utrecht. Op 1 januari 1989 werden Vreeland en Nigtevecht aan de gemeente toegevoegd. Op 1 januari 2011 werden de gemeenten Loenen, Breukelen en Maarssen samengevoegd tot de nieuwe gemeente Stichtse Vecht.
| Ambtsperiode                        | Naam burgemeester                                | Partij of stroming | Bijzonderheden                                                                    |
| ----------------------------------- | ------------------------------------------------ | ------------------ | --------------------------------------------------------------------------------- |
| 1811 - 1846                         | Johannes Sanderson                               |                    | maire, 1813 schout, 1825 burgemeester, tevens schout/burgemeester van Loenersloot |
| 1846 - 1850                         | J. Volkmaars                                     |                    |                                                                                   |
| 1851 - 1853                         | IJsbrand Jan Hendrik de Kock                     |                    | tevens burgemeester van Loenersloot                                               |
| 1853 - 1854                         | W. Nierstrasz                                    |                    | tevens burgemeester van Loenersloot                                               |
| 1854 - 1869                         | Jan Pieter Christiaan baron van Reede tot Ter Aa |                    | tevens burgemeester van Loenersloot en Ruwiel                                     |
| 1869 - 1871                         | Abraham Matthias Cornelis van Bommel             |                    | tevens burgemeester van Loenersloot en Ruwiel                                     |
| 1871 - 1872                         | Arnout Cornelis Theodore Gevers Leuven           |                    | tevens burgemeester van Loenersloot en Ruwiel                                     |
| 1872 - 1886                         | Johannes Adrianus van Hengst                     |                    | tevens burgemeester van Loenersloot en Ruwiel                                     |
| 1886 - 1909                         | W.I. Doude van Troostwijk I                      |                    | tevens burgemeester van Loenersloot en Ruwiel                                     |
| 1909 - 1933                         | E.A.H.A. van de Velde                            |                    |                                                                                   |
| 1934 - 1945                         | mr. W.I. Doude van Troostwijk II                 |                    | kleinzoon van W.I. Doude van Troostwijk I; tevens burgemeester van Loenersloot    |
| 1945                                | H.J. Doude van Troostwijk                        | NSB                |                                                                                   |
| 1945 - 1964                         | mr. W.I. Doude van Troostwijk II                 |                    | vanaf 1959 waarnemend burgemeester                                                |
| 1964 - 1980                         | W.A. van Schaijck                                | VVD                |                                                                                   |
| 1980 - 1988                         | Aart Hendrik Marie (Henk) Mulder                 | CDA                | was burgemeesters van Grijpskerk                                                  |
| 1 januari 1989 - 1 februari 2002    | Martin (M.C.) Boevée                             | PvdA               |                                                                                   |
| 1 februari 2002 - 1 oktober 2004    | Jos (J.J.) Gieskens                              | VVD                | waarnemend                                                                        |
| 1 oktober 2004 - 16 november 2006   | Peter (P.J.M.) Rombouts                          | PvdA               | waarnemend                                                                        |
| 16 november 2006 - 31 december 2010 | Rudi (R.G.) Boekhoven                            | PvdA               | waarnemend                                                                        |

Noot: Willem Isaäc Doude van Troostwijk I (1838-1911) was de grootvader van de gelijknamige W.I. Doude van Troostwijk II (1894-1965). De NSB-burgemeester H.J. Doude van Troostwijk (1898-1978) was een broer van de laatste.